# 72ª Brigata fucilieri motorizzata
La 72ª Brigata autonoma fucilieri motorizzata (in russo 72-я отдельная мотострелковая бригада?, 72-ja otdel'naja motostrelkovaja brigada, unità militare 13637) è un'unità di fanteria meccanizzata delle Forze terrestri russe, subordinata al 3º Corpo d'armata del Distretto militare centrale e con base a Tockoe.

## Storia
Il reclutamento della brigata è iniziato nell'estate del 2022, venendo annunciato dal governatore dell'oblast' di Penza all'inizio di agosto, come parte della costituzione del nuovo 3º Corpo d'armata, composto principalmente da volontari per rinforzare le forze russe impegnate nell'invasione dell'Ucraina. La brigata ha incluso nel proprio organico i battaglioni "Alga" (in russo Алга?, in tataro Вперёд, "Avanti") e "Molot" (in russo Молот?, "Martello"), reclutati rispettivamente dalla Repubblica del Tatarstan e dal Territorio di Perm', mentre parte del personale proveniva inoltre dai reparti BARS.
Dopo un breve periodo di addestramento nell'oblast' di Orenburg, elementi della brigata sono stati impiegati per la prima volta al fronte già nel settembre 2022, venendo schierati nell'oblast' di Charkiv per cercare di contrastare la controffensiva ucraina nella regione e subendo diverse perdite. A ottobre il Battaglione "Alga" della brigata è stato impiegato nella regione di Cherson, dove hanno subito ulteriori perdite nel corso della controffensiva nell'Ucraina meridionale prima di venire ritirati sulla sponda sud del Dnepr. Nel febbraio 2023 la brigata è stata schierata nel settore di Vuhledar, dove ha supportato la 40ª e la 155ª Brigata fanteria di marina negli assalti alla città. Le truppe russe impiegate hanno subito pesantissime perdite nel corso di questi combattimenti, fallendo nel tentativo di occupare le posizioni difese dalla 72ª Brigata meccanizzata ucraina.

### Fronte di Bachmut
A maggio 2023 la brigata, dopo essere stata rinforzata con personale mobilitato, è stata trasferita sul fronte di Bachmut, dove ha subito un contrattacco della 3ª Brigata d'assalto "Azov"; i suoi reparti sono stati messi in fuga a sud di Ivanivs'ke e la leadership dell'unità è stata fortemente criticata dal comandante del Gruppo Wagner Evgenij Prigožin, accusata di non proteggere adeguatamente il fianco delle sue unità impegnate all'interno della città di Bachmut. Durante questa azione sarebbero state distrutte almeno due compagnie di fanteria della brigata, con vittime comprese fra i 200 e i 500 uomini. Il 4 giugno le truppe del Gruppo Wagner hanno pubblicato il video di un interrogatorio del comandante della brigata, tenente colonnello Roman Vinivitin, catturato nel corso di uno scontro a fuoco, nel quale confessa di aver dato ordine di sparare ai wagneriti. L'8 giugno, dopo essere stato liberato e rimosso dall'incarico, Vinivitin ha denunciato di essere stato torturato, accusando inoltre il Gruppo Wagner di aver sottratto equipaggiamento militare e aver maltrattato i soldati della 72ª Brigata.
La brigata ha continuato a ritirarsi gradualmente verso Kliščiїvka sotto la pressione delle forze ucraine. Il 15 settembre ha combattuto una durissima battaglia per il villaggio di Andriïvka, durante la quale secondo diversi analisti militari sarebbe stata quasi completamente distrutta dalla 3ª Brigata d'assalto, la quale ha dichiarato di aver ucciso in azione il capo dell'intelligence, tre comandanti di battaglione e quasi tutti i comandanti di compagnia, facendo inoltre numerosi prigionieri anche fra gli ufficiali. Fra questi è stato catturato il comandante del Battaglione "Alga", Timur Abdrachmanov. Secondo l'analista Tom Cooper, in seguito alle perdite subite nel corso di questi combattimenti, la brigata avrebbe quindi sostanzialmente cessato di esistere.

## Struttura
- Comando di brigata[3]
- 1º Battaglione fucilieri motorizzato "Alga"
- 2º Battaglione fucilieri motorizzato "Minigali Šajmuratov"
- 3º Battaglione fucilieri motorizzato "Jaik"
- Battaglione corazzato "Molot"
- Gruppo artiglieria
  - Batteria controllo e ricognizione di artiglieria
  - 1º Battaglione artiglieria semovente "Simbirsk"
  - 2º Battaglione artiglieria semovente
  - Battaglione artiglieria lanciarazzi
  - Battaglione artiglieria controcarri
- Gruppo difesa aerea
  - Plotone controllo e ricognizione radar
  - Battaglione missilistico contraereo delle guardie
  - Battaglione artiglieria missilistica contraerei
- Battaglione genio "Svijaga"
- Battaglione comunicazioni "Atal"
- Battaglione logistico "Tojan"
- Battaglione manutenzione
- Compagnia ricognizione
- Compagnia guerra elettronica
- Compagnia UAV
- Compagnia difesa NBC
- Compagnia cecchini
- Compagnia medica

## Comandanti
- Tenente colonnello Roman Vinivitin (agosto 2022 - giugno 2023)[14]